# Necromera baeckmanni
Necromera baeckmanni là một loài bọ cánh cứng trong họ Oedemeridae. Loài này được Martynov miêu tả khoa học năm 1926.